# Pasching
Pasching là một đô thị bang Oberösterreich, nước Áo. Đô thị này có diện tích 12,48 km², dân số thời điểm ngày 31 tháng 12 năm 2005 là 7055 người, ở khu vực có độ cao 298 mét trên mực nước biển. Đô thị này có cự ly vài dặm Anh về phía tây nam của Linz, giáp với Leonding, Hörsching, Wilhering và Traun.